# Dennis Muren

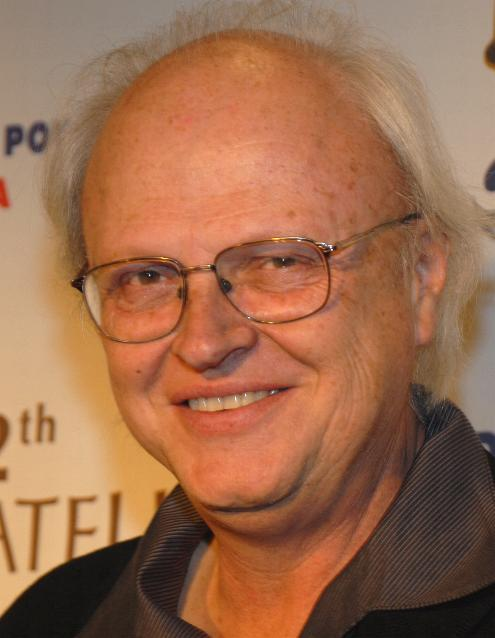
Dennis Muren

Dennis Muren (* 1. November 1946 in Glendale, Kalifornien) ist ein amerikanischer Spezialeffektgestalter des amerikanischen Kinos. Bekannt wurde er als Visual-Effects-Supervisor bei den Star-Wars-Filmen von George Lucas.
Dennis Muren gewann acht Oscars für Visuelle Effekte und für einige weitere Filme erhielt er Nominierungen. 2003 erhielt er auf dem eDIT Filmmaker’s Festival mit Festival Honors eine Auszeichnung für seine besonderen Leistungen als VFX Supervisor.
Muren ist mit der Filmemacherin und Landschaftsarchitektin Zara Muren verheiratet und sie haben zwei Kinder. Sie leben gegenwärtig in Kalifornien.

## Filmografie (Auswahl)
Für die mit * gekennzeichneten Filme erhielt Muren den Oscar für Visuelle Effekte.
- 1970: Equinox
- 1977: Krieg der Sterne (Star Wars)
- 1977: Unheimliche Begegnung der dritten Art (Close Encounters of the Third Kind)
- 1978: Kampfstern Galactica
- 1980: Das Imperium schlägt zurück (The Empire Strikes Back) *
- 1981: Der Drachentöter (Dragonslayer)
- 1982: E.T. – Der Außerirdische (E.T. the Extra-Terrestrial) *
- 1983: Die Rückkehr der Jedi-Ritter (Return of the Jedi) *
- 1984: Indiana Jones und der Tempel des Todes (Indiana Jones and the Temple of Doom) *
- 1984: Die Ewoks – Karawane der Tapferen (The Ewok Adventure)
- 1985: Das Geheimnis des verborgenen Tempels (Young Sherlock Holmes)
- 1987: Die Reise ins Ich (Innerspace) *
- 1987: Das Reich der Sonne (Empire of the Sun)
- 1988: Willow
- 1989: Ghostbusters II
- 1989: Abyss *
- 1991: Terminator 2 – Tag der Abrechnung (Terminator 2: Judgment Day) *
- 1993: Jurassic Park *
- 1994: Forrest Gump
- 1995: Casper
- 1996: Twister
- 1997: Vergessene Welt: Jurassic Park (The Lost World: Jurassic Park)
- 1999: Star Wars: Episode I – Die dunkle Bedrohung (Star Wars: Episode I – The Phantom Menace)
- 2001: A.I. – Künstliche Intelligenz (A.I. Artificial Intelligence)
- 2002: Star Wars: Episode II – Angriff der Klonkrieger (Star Wars: Episode II – Attack of the Clones)
- 2003: Hulk
- 2005: Krieg der Welten (War of the Worlds)
- 2011: Super 8